# Gynoplistia conchyliata
Gynoplistia conchyliata är en tvåvingeart som beskrevs av Alexander 1971. Gynoplistia conchyliata ingår i släktet Gynoplistia och familjen småharkrankar. Inga underarter finns listade i Catalogue of Life.